# دافيدي سانتون
دافيدي سانتون لاعب كرة قدم إيطالي من مواليد 2 يناير 1991، كان لاعباً لنادي انتر ميلان وايضاً لنيوكاسل يونايتد وحالياً يلعب لنادي روما الإيطالي.

## مسيرة اللاعب

### انتر ميلان
لعب سانتون في نادي رفينا لدرجة الناشئين وفي عمر الـ 14 سنة أتى سانتون لنادي الإنتر، وكان بطل المنتخب الوطني للمدارس وبلغ نهائي بطولة البريمافييرا (الشباب) كما أنه فاز بدوري البريمافييرا في سنة 2006 -2007، ومنذ صيف 2008 صعد إلى الفريق الأول بالنادي، وفي تاريخ 21 يناير 2009 لعب سانتون أول مباراة له مع الفريق الأول وكان ذلك أمام روما (2-1) في ربع نهائي كأس إيطاليا، ولعب أول مباراة له في الدوري يوم 25 يناير أما سامبدروريا (1-0). ولعب بشخصية عظيمية مما حظى تقدير وإعجاب المدرب جوزيه مورينيو، ويوم 24 فبراير لعب أول مباراة في دوري الأبطال ضد مانشستر يونايتيد (0-0)، وكان هو المراقب المباشر ضد النجم البرتغالي كريستيانو رونالدو وقد نجح في الحد من خطورة البرتغالي الذي بعد نهاية المباراة هنأه على مستواه وأشاد به قائلاً «لقد أعجبت بـ سانتون، هو حقا مثير للاهتمام هذا الفتى، ولاعب كرة قدم كبير»، وأشاد مورينيو بشخصية سانتون وبتعدد مواهبه، وقد أصبح أيضاً في محل إعجاب المدرب مارشيلو ليبي الذي وصف سانتون بأنه مالديني الجديد كما سمته الصحافة كذلك «إنه يذكرني بـ باولو مالديني عندما كان شاباً».

#### دوري الأبطال
بعد المستوى الرائع الذي قدمه في الدوري الإيطالي ادخله مورينهو في قائمة الأبطال، رغم اعتقاد الجميع بأن يجلس سانتون في دكة البدلاء بمباراة الإنتر ومانشيستر يونايتيد بالأبطال والتي انتهت بالتعادل (0-0) إلا ان سانتون أثبت نفسه أساسياً بتلك المباراة واستطاع أن يقدم أداء رائع والحد من خطورة نجم النادي الإنجليزي آنذاك كريستيانو رونالدو فكان مميزاً بتلك البطولة بشكل عام.
في بداية الموسم الحالي واجه صعوبات في اللعب باستمرار حيث أن مورينهو يفضل تشيفو، ولكن وبعد إصابة تشيفو بدئنا
نرى سانتون مرة أخرى يلعب كأساسي ولكن ولسوء حظه واجه إصابة أبعدته قبيل مواجهة تشيلسي في دوري الأبطال وهو الآن بصدد العودة حيث أنه تشافى
وهو الآن مستعد لحجز مكان في الإنتر.وبعدما قدم موسم استثنائي مع إنتر ميلان تفاجئ الجميع بمردود سانتون في مباراة باليرمو في الموسم 2010-11 والذي عجل إلى إعارته مقابل لاعب تشيزينا الياباني يوتو ناغاتومو.

### نيوكاسل يونايتد
في 30 آغسطس 2011، وقع سانتون لنادي نيوكاسل يونايتد الإنجليزي على عقد لمدة خمس سنوات، مقابل رسوم لم يعلن عنها، ويعتقد أنها بحدود 5.3m جنيه استرليني.
لعب لأول مرة مع نيوكاسل 16 أكتوبر 2011 كبديل في الشوط الثاني ضد توتنهام هوتسبير.
في منتصف موسم 2012-2013 أصبح سانتون اللاعب الوحيد من نيوكاسل يونايتد قد بدأ كل مباراة في الدوري.
وسجل أول هدف له مع نيوكاسل يوم 17 مارس، وهو التعادل ضد ويجان.

### العودة إلى الأنتر
في الانتقالات الشتوية لموسم 2014-2015 انتقل سانتون إلي الإنتر علي سبيل الإعارة مع أحقية الشراء نهاية الموسم

## منتخب إيطاليا
كما قيل مسبقا استطاع دفيدي سانتون حجز مكان بالمنتخب الإيطالي واقنع مارشيلو ليبي واشرك بأول مباراة ضد أيرلندا الشمالية (3-0)
بتاريخ 6 يونيو وبعمر لايتجاوز 18 عاماً و5 شهور لكن لم يأخذ الوقت الكافي ليثبت نفسه،
وقـد استدعي في كأس القارات أيضاً ولكن لم يشارك في أي مباراة.

## إنجازاته
- الدوري الإيطالي: 2

الإنتر 2008/2009 - 2009/2010
- كأس إيطاليا: 1

الإنتر 2009/2010
- كأس السوبر الإيطالي: 1

الإنتر 2008
- دوري أبطال أوروبا: مرة واحدة (2009 / 2010)

## روابط خارجية
- دافيدي سانتون على موقع الاتحاد الدولي (مؤرشف)  (الإنجليزية)
- دافيدي سانتون على موقع الاتحاد الأوربي (الإنجليزية)
- دافيدي سانتون على موقع قاعدة بيانات كرة القدم.إي يو (الإنجليزية)
- دافيدي سانتون على موقع بيانات كرة القدم. دي إي (الألمانية)
- دافيدي سانتون على موقع ناشيونال فوتبول تيمز (الإنجليزية)
- دافيدي سانتون على موقع Soccerbase.com (لاعب) (الإنجليزية)
- دافيدي سانتون على موقع Soccerway.com (الإنجليزية)
- دافيدي سانتون على موقع عالم كرة القدم.نت (الإنجليزية)
- دافيدي سانتون على موقع AS.com (الإسبانية)